# Erioptera (Erioptera) divisa
Erioptera divisa is een tweevleugelige uit de familie steltmuggen (Limoniidae). De soort komt voor in het Palearctisch gebied.